# Ханаанская религия

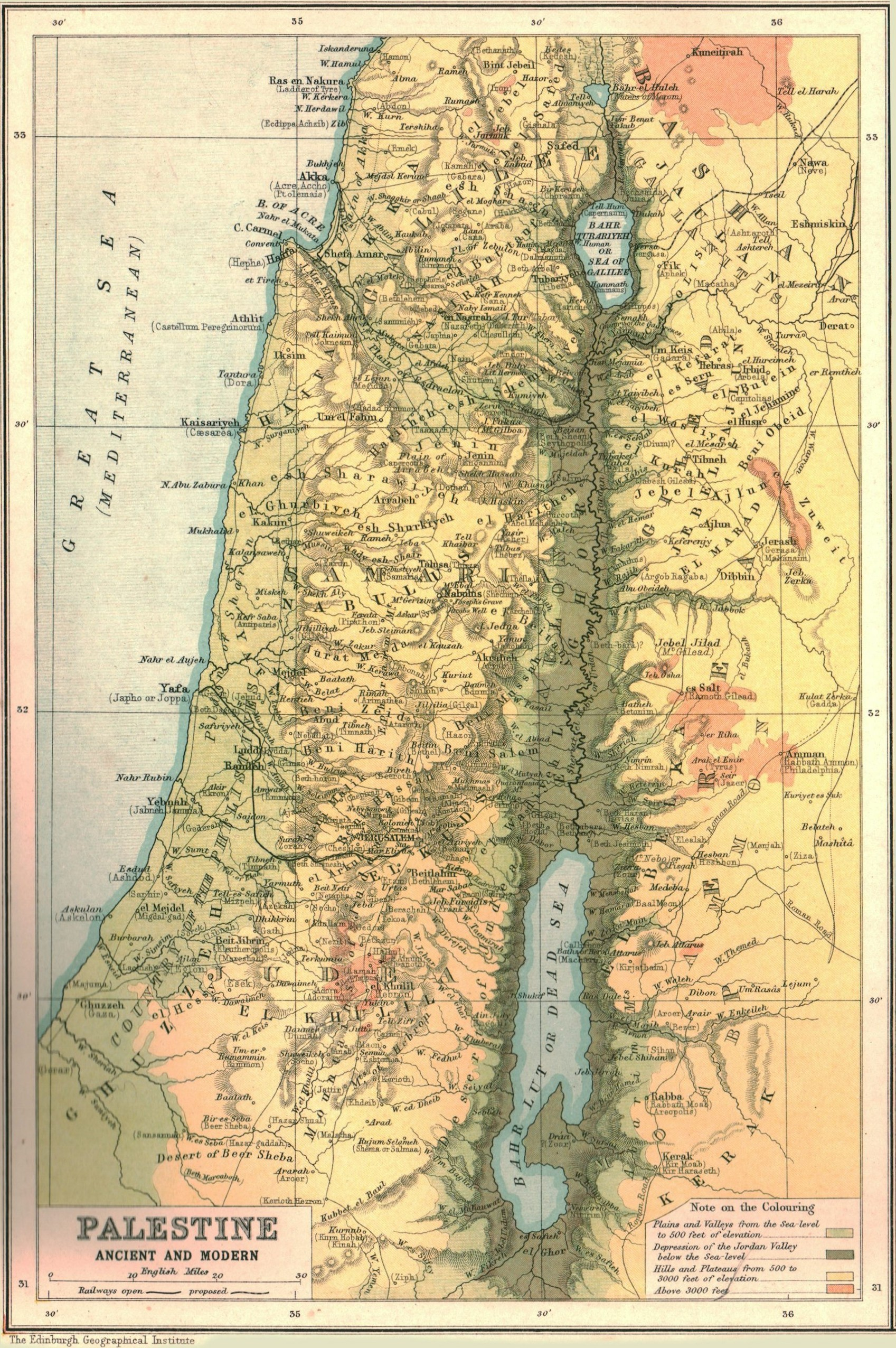
Ханаанская религия была распространена на территории древнего Ханаана. В современности данный регион известен как Палестина. Карта Палестины 1902 года

Ханаа́нская религия — верования и религиозно-культовая практика западно-семитских племён (первоначально аморейских) и народов (финикийцев) Восточного Средиземноморья в эпоху Древнего Мира. Термин «Ханаан» пришёл из Библии и обозначал территорию Израиля до появления там израильских племён, однако к ханаанской религии относятся не только доизраильские культы, но и те, которые существовали в Восточном Средиземноморье параллельно иудаизму.

## Пантеон
Главным небесным богом ханаанейской религии был Ваал. Он отождествляется с богом плодородия Хададом. Ваал обыкновенно изображался в виде человека с рогами быка. Ему противостоял бог моря Ям. Другим противником Ваала был подземный бог смерти Мот. Древним могущественным богом считался Эль.
Известным ханаанским богом был Молох, однако неясно, представлял ли он собой отдельное божество или лишь являлся жестоким проявлением верховного бога Ваала. Греки сравнивали Ваала с Зевсом, а отождествляемого с Молохом Мелькарта — с Гераклом (сыном Зевса). Эль же сопоставлялся с Кроносом (отцом Зевса).
Тремя основными богинями были Анат, Ашера (супруга Эла) и Астарта.

## Культ
Одной из особенностей ханаанейской религии были человеческие жертвоприношения, посвящённые Молоху или Мелькарту. Эта практика описывается в Библии (Лев. 18:21). Следы подобных жертвоприношений были обнаружены на территории Аммана в 1966—1967 гг. Рецидивом ханаанских жертвоприношений у израильтян был упоминаемый в Библии Тофет.
Помимо прочего, у ханаанеев существовал весьма архаический культ поклонения камням (машебах), на который изливали жертвенную кровь или масло (ср. Быт. 28:18).